# Abstracționism geometric

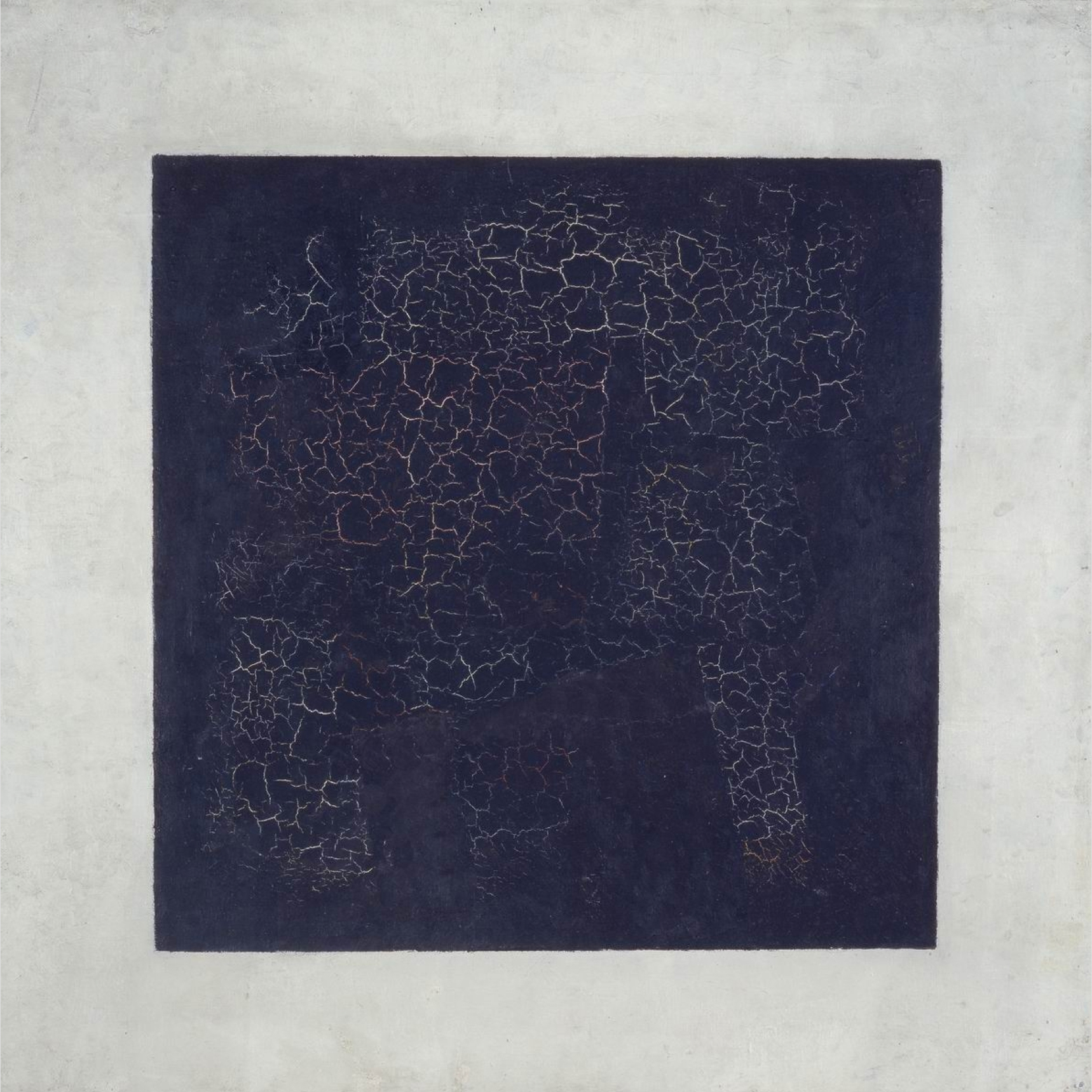
Kazimir Malevici, Piața Neagră, 1915, ulei pe in, 79,5 x 79,5 cm, Galeria Tretiakov, Moscova

Abstracționismul geometric este o formă de artă abstractă bazată pe utilizarea formelor geometrice aranjate câteodată în spații neiluzioniste și formând combinații de opere neobiective (nereprezentative). Artiștii Avant-gardei sunt cei care, la începuturile secolului al XX-lea, au popularizat această formă de expresie artistică, dar se pare însă că motive asemănătoare erau folosite în artă încă din Antichitate.

## Istoric
Abstracționismul geometric a fost prezent în multe culturi de-a lungul vremurilor fiind remarcat fie prin motive decorative, fie prin diferite piese de artă. Un prim exemplu al utilizării artei bazate pe modele geometrice, artă care exista cu multe secole înainte de mișcarea ce avea să-i poarte numele în Europa, arta care a influențat această școală din Vest, se poate regăsi în practicile Artei islamice, dată fiind interzicerea de a reprezenta figuri religioase. Modelele geometrice au jucat un rol crucial în arhitectura civilizației islamice din secolul  al VII-lea până în secolul al XX-lea, prin aducerea laolaltă, din punct de vedere vizual a spiritualității cu arta și știința, ambele elemente cheie ale mentalității islamice de la acea vreme.

## Analiza științifică

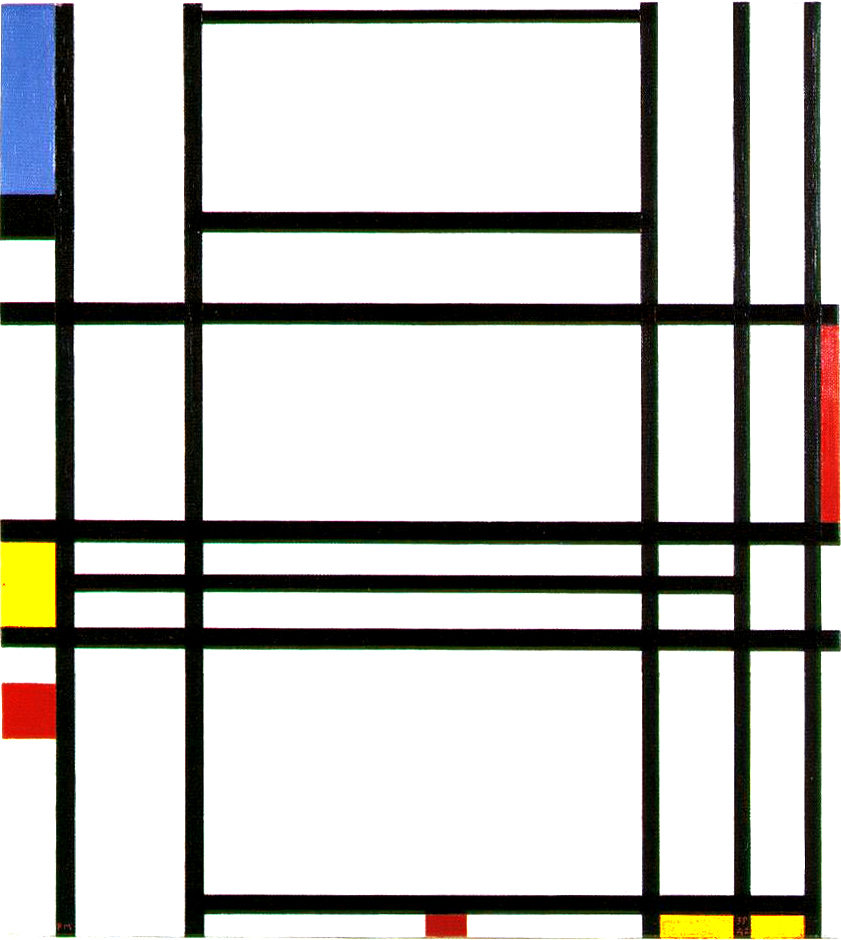
Piet Mondrian, Compoziție nr. 10, 1939–1942, ulei pe pânză

Discursul istoric al artei din secolul al XX-lea a avut parte de multe opinii din partea artiștilor care foloseau forma reductivă sau pură a abstracționismului. Aceștia erau de părere că abstracționismul geometric este una dintre cele mai înalte forme de artă, care atrage atenția artiștilor asupra plasticității dar și caracteristicii bidimensionale a picturii. Abstracționismul geometric ar putea fi, așadar, soluția la respingerea practicilor iluzioniste de către pictura modernistă, punând totodată accentul pe natura bidimensională a unui tablou, dar și pe suportul oferit de un șevalet. Unul dintre primii artiști moderni care a aplicat această metodă geometrică la piesele sale de artă abstracte a fost  Wassily Kandinsky, cunoscut drept precursor al artei pure, al artei neobiective. Alte exemple de artiști pionieri în abstracționismul geometric îi includ pe Kasimir Malevich și Piet Mondrian. Pictura lui Mondrian "Composition No. 10" evidențiază folosirea unor metode radicale cu un iz clasic pentru construirea liniilor orizontale sau a liniilor verticale, Mondrian însuși spunând despre ele că sunt ”construite cu atenție dar într-un mod necalculat, din intuiție, armonizate și ritmate”.
Tendințele de geometrizare au atins până și sculptura abstractă a secolului al XX-lea. Doi dintre sculptorii care s-au jucat cu formele geometrice în piesele lor de artă au fost Georges Vantongerloo și Max Bill. Aceștia erau de asemenea pictori care au exprimat perfect idealurile abstracționismului geometric în operele lor de artă (ex:”Construction in the Sphere" opera lui Vantongerloo) și pronunțări, ca de exemplu declarația lui Bill: ”SAunt de părere că putem crea artă pornind de la o gândire matematică”. Opusul abstracționismului geometric este abstracționismul expresionist practicat de artiști precum: Jackson Pollock, Franz Kline⁠(d), Clyfford Still⁠(d) și Wols⁠(d).

## Relația cu muzica
De-a lungul timpului, a existat o strânsă legătură între arta abstractă și muzică, datorită capacității artei abstracte de a provoca sentimente  sau de a scornii idei fără a se baza pe forme deja recunoscute. Această legătură dintre muzică și pictură sau crearea de compoziții clasice a avut o influență majoră în ceea ce privește munca lui Wassily Kandinsky. Acesta a discutat despre influența primită în eseul său ”Concerning the Spiritual in Art” (1912).

## Artiști de renume
Printre artiștii care au preluat eticheta abstracționismului geometric se numără:
- Nadir Afonso⁠(d)
- Josef Albers
- Richard Anuszkiewicz⁠(d)
- Mino Argento⁠(d)[5]
- Hans Arp
- Rudolf Bauer⁠(d)
- Willi Baumeister⁠(d)
- Karl Benjamin⁠(d)
- Max Bill
- Ilya Bolotowsky⁠(d)
- Patrick Henry Bruce⁠(d)
- Kenneth Wayne Bushnell⁠(d)
- Norman Carlberg⁠(d)
- Ilya Chashnik⁠(d)
- Joseph Csaky⁠(d)
- Nassos Daphnis⁠(d)
- Ronald Davis⁠(d)
- Robert Delaunay
- Sonia Delaunay⁠(d)
- Tony DeLap⁠(d)
- Jean Dewasne⁠(d)
- Burgoyne Diller⁠(d)
- David Diao⁠(d)
- Ding Yi⁠(d)
- Theo van Doesburg
- Thomas Downing⁠(d)
- Lorser Feitelson⁠(d)
- María Freire⁠(d)
- Günter Fruhtrunk⁠(d)
- Albert Gleizes⁠(d)
- Frederick Hammersley⁠(d)
- Erwin Hauer⁠(d)
- Mary Henry⁠(d)
- Gottfried Honegger⁠(d)
- Bryce Hudson⁠(d)
- Al Held⁠(d)
- Auguste Herbin⁠(d)
- Carmen Herrera⁠(d)
- Hans Hofmann⁠(d)
- Budd Hopkins⁠(d)
- Wassily Kandinsky
- Ellsworth Kelly⁠(d)
- Hilma af Klint⁠(d)
- Ivan Kliun⁠(d)
- František Kupka
- Ronnie Landfield⁠(d)
- Pat Lipsky⁠(d)
- El Lissitzky
- Michael Loew⁠(d)
- Peter Lowe⁠(d)
- Kazimir Malevich
- Agnes Martin⁠(d)
- Kenneth Martin⁠(d)
- John McLaughlin⁠(d)
- Peter Hugo McClure⁠(d)
- László Moholy-Nagy⁠(d)
- Vera Molnár⁠(d)
- Piet Mondrian
- François Morellet⁠(d)
- Aurélie Nemours⁠(d)
- Barnett Newman
- Marion Nicoll⁠(d)
- Kenneth Noland⁠(d)
- Alejandro Otero⁠(d)
- Rinaldo Paluzzi⁠(d)
- I. Rice Pereira⁠(d)
- Francis Picabia
- Ad Reinhardt⁠(d)
- Jack Reilly⁠(d)
- Bridget Riley⁠(d)
- Ivo Ringe⁠(d)
- Alexander Rodchenko⁠(d)
- Morgan Russell⁠(d)
- Sean Scully
- Victor Servranckx⁠(d)
- Leon Polk Smith⁠(d)
- Henryk Stażewski⁠(d)
- Jeffrey Steele⁠(d)
- Frank Stella⁠(d)
- Sophie Taeuber-Arp⁠(d)
- Leo Valledor⁠(d)
- Georges Vantongerloo⁠(d)
- Victor Vasarely
- Friedrich Vordemberge-Gildewart⁠(d)
- Charmion von Wiegand⁠(d)
- Zanis Waldheims⁠(d)
- Gordon Walters⁠(d)
- Neil Williams⁠(d)
- Stanton Macdonald-Wright⁠(d)
- Peter Young⁠(d)
- Larry Zox⁠(d)

## Linkuri externe
- Site-uri web de sculptură și artă la DMOZ
- Site web oficial de Geoform